# Gryllomorpha
Genre
Gryllomorpha est un genre d'insectes orthoptères de la famille des Gryllidae.

## Distribution
Les espèces de ce genre se rencontrent en Europe, en Afrique du Nord et jusqu'en Asie centrale.

## Liste des espèces
Selon Orthoptera Species File (26 mars 2010) :
Gryllomorpha (Gryllomorpha) Fieber, 1853
- Gryllomorpha algerica Chopard, 1943
- Gryllomorpha brevicauda Bolívar, 1914
- Gryllomorpha bruehli Gorochov, 1993
- Gryllomorpha cretensis Ramme, 1927
- Gryllomorpha dalmatina (Ocskay, 1832) - le Grillon des bastides
- Gryllomorpha fusca Chopard, 1943
- Gryllomorpha gestroana Bolívar, 1914
- Gryllomorpha gracilipes Chopard, 1943
- Gryllomorpha longicauda (Rambur, 1838)
- Gryllomorpha longicauda Finot, 1897
- Gryllomorpha macrocephala Chopard, 1943
- Gryllomorpha maghzeni Bolívar, 1905
- Gryllomorpha minima Werner, 1914
- Gryllomorpha monodi Chopard, 1943
- Gryllomorpha occidentalis Gorochov, 2009
- Gryllomorpha rufescens Uvarov, 1924
- Gryllomorpha rungsi Chopard, 1943
- Gryllomorpha sovetica Gorochov, 2009
- Gryllomorpha sublaevis Chopard, 1943
- Gryllomorpha syriaca Harz, 1979
- Gryllomorpha willemsei Uvarov, 1934

Gryllomorpha (Gryllomorphella) Gorochov, 1984
- Gryllomorpha albanica Ebner, 1910
- Gryllomorpha antalya Gorochov, 2009
- Gryllomorpha atlas Gorochov, 2009
- Gryllomorpha canariensis Chopard, 1939
- Gryllomorpha mira Gorochov, 1993
- Gryllomorpha miramae Medvedev, 1933
- Gryllomorpha robusta Gorochov, 2009
- Gryllomorpha segregata Gorochov, 2009
- Gryllomorpha sternlichti Chopard, 1963
- Gryllomorpha uclensis Pantel, 1890
- Gryllomorpha zonata Bolívar, 1914

## Référence
- (de) Fieber, 1853 : Synopsis der europaischen Orthopteren. Lotus (Prag), vol. 3.

## Note
1. ↑    - Orthoptera Species File (26 mars 2010)